# 신들의 황혼

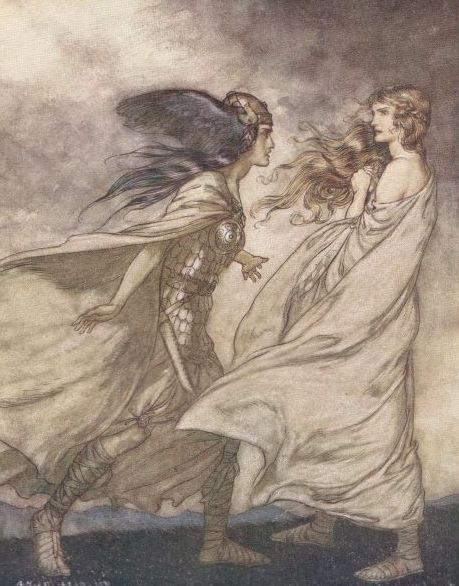

《신들의 황혼》(독일어: Götterdämmerung 괴터데머룽[*] [ˈɡœtɐˌdɛməʀʊŋ], 듣기 (도움말·정보))은 리하르트 바그너의 《니벨룽의 반지》(Der Ring des Nibelungen) 가운데 제3부 악장극이다. 독일어 제목은 북유럽 신화의 라그나로크를 독일어로 잘못 옮긴 것이다.